# 7046 Решетнєв
7046 Решетнєв (7046 Reshetnev) — астероїд головного поясу, відкритий 20 серпня 1977 року.
Тіссеранів параметр щодо Юпітера — 3,216.